# Feels Like the First Time
Feels Like the First Time è il singolo di debutto dei Foreigner. È stata scritta dal chitarrista Mick Jones e pubblicata nell'album d'esordio del gruppo Foreigner nel 1977. Il singolo ha raggiunto il quarto posto della Billboard Hot 100 negli Stati Uniti.

## Tracce
7" Single Atlantic 3394
1. Feels Like the First Time – 3:49
2. Woman Oh Woman – 3:49

7" EP Atlantic K 11 086
1. Feels Like the First Time (versione radiofonica) – 3:15
2. Cold as Ice – 3:19
3. Long, Long Way from Home  – 2:53

Oldiethek - 7" Single Atlantic 784 920-7
1. Feels Like the First Time (versione radiofonica) – 3:15
2. Cold as Ice – 3:19

## Nella cultura di massa
- La canzone è stata registrata nuovamente per l'inclusione nel videogioco musicale Guitar Hero: Warriors of Rock.
- Il brano appare in una delle scene finali del film Magic Mike del 2012.
- Viene inoltre suonato all'interno della pellicola Pitch Perfect durante un medley comprendente brani incentrati sul sesso.
- Nel 2014 la canzone è stata utilizzata nella campagna pubblicitaria televisiva della Toyota.
- È stata inserita nell'episodio pilota della serie televisiva Wicked City nel 2015.